# Testudo werneri
La testuggine del Negev (Testudo werneri - Perälä, 2001) è una specie di testuggine appartenente all'ordine delle testuggini.

## Tassonomia
Ritenuta una variante della Testudo kleinmanni, questa specie è stata definita nel 2001 come specie a sé stante dall'erpetologo finlandese Jarmo Perälä. Respinta come specie se stante e riclassificata a sottospecie della T. kleinmanni da Široký e Fritz nel 2006.

### Morfologia
Apparentemente identica alla Testudo kleinmanni per la sua colorazione ocra dorata, si differenzia da essa principalmente per gli scuti del carapace bordati da una sottile linea scura e per una sola coppia o per l'assenza totale di triangoli leggermente segnati sul piastrone. Nella Testudo kleinmanni gli scuti presentano una bordatura di maggiore larghezza nel lato verso il capo e i triangoli sul piastrone sono presenti in una o due coppie e di colorazione più marcata. Le scaglie femorali e addominali del piastrone sono incernierate tra loro. La taglia massima documentata, di 106,4 mm nei maschi e 131 mm nelle femmine (Perälä, 2001), è leggermente superiore alla Testudo kleinmanni.

## Distribuzione

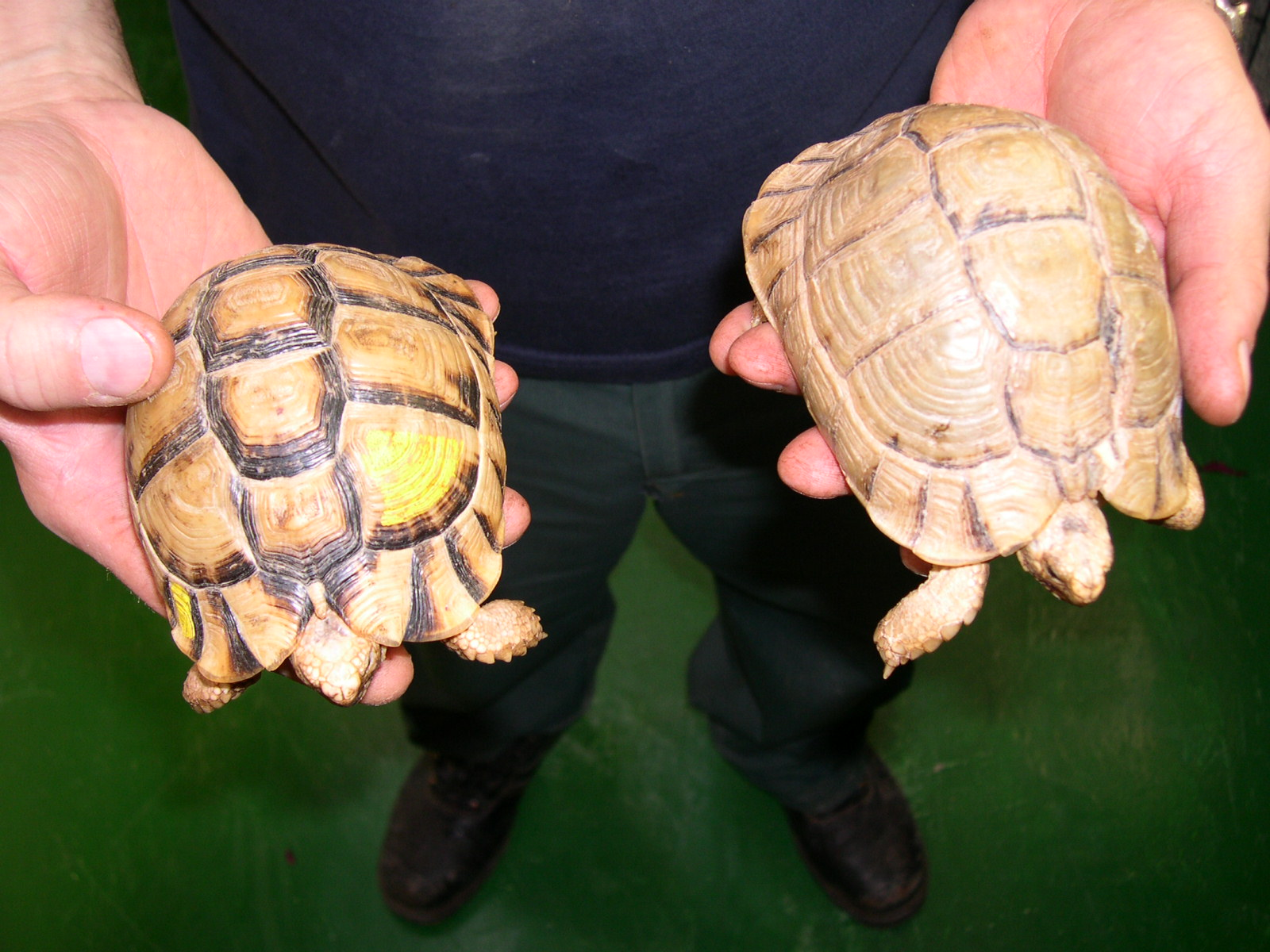
Differenziazione carapace: T.werneri (destra), T.kleinmanni (sinistra)

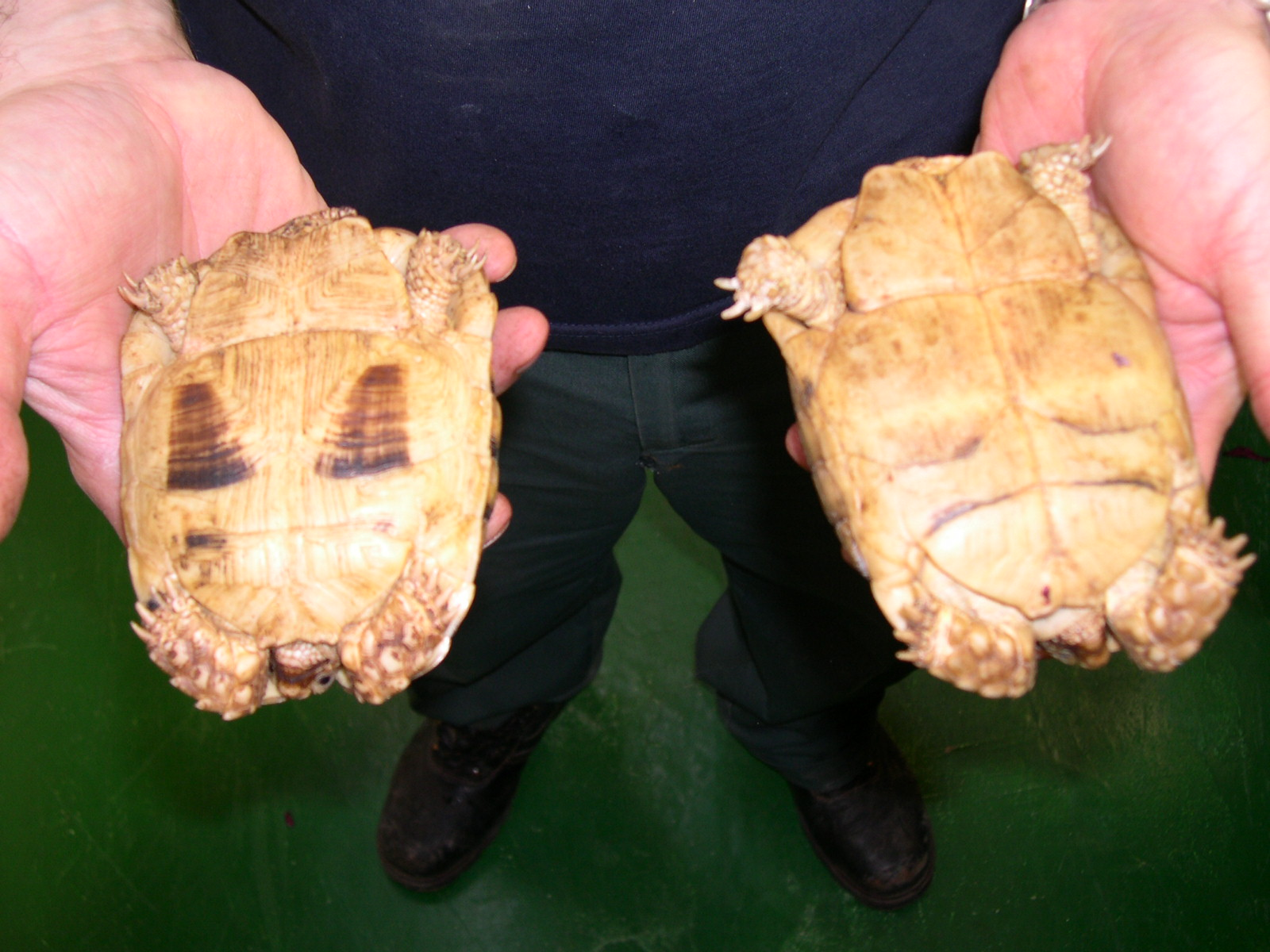
Differenziazione piastrone: T.werneri (destra), T.kleinmanni (sinistra)

La Testudo werneri è minacciata e a serio rischio di estinzione.
Si stima che la specie abbia subito in 30 anni una drastica riduzione degli esemplari del 95%.
In origine presente in biotipi quasi esclusivamente sabbiosi dell'Egitto nordorientale, del Sinai e del Negev, attualmente è praticamente estinta in Egitto per una serie di fattori antropogenici quali la distruzione dell'habitat e la raccolta indiscriminata per la vendita ai turisti, per l'esportazione clandestina in Europa e per l'inserimento nei giardini privati egiziani.
In Egitto solo 10 esemplari sono stati censiti nella zona protetta di Zaranik (Sinai settentrionale).
La più consistente colonia di Testudo werneri è circoscritta in un'area del nordest d'Israele di circa 700 km² nel deserto del Negev con una distribuzione generale della specie immutata fin dalla sua scoperta nel 1963.
Si stima che la popolazione complessiva di tartarughe superstiti sia composta tra i 2.520 e 3.150 elementi, con esemplari adulti stimati tra i 1.890 e 3.150. Ma il numero reale degli individui è sicuramente inferiore.
La cattura per scopi alimentari da parte della popolazione locale è del tutto marginale essendo la specie diffusa in paesi di fede islamica e/o di religione ebraica.
Il Corano e la Torah annoverano i rettili tra gli animali impuri (non ḥalāl per i mussulmani e non casher per gli ebrei) di cui è bandito l'uso alimentare. Sono stati segnalati casi di uccisione per alimentazione da parte di lavoratori immigrati.

## Dimorfismo sessuale
Il riconoscimento del sesso avviene attraverso l'individuazione dei caratteri sessuali secondari.
I maschi possiedono una coda lunga, robusta e grossa alla base. La femmina ha coda piccola e corta. La distanza dell'apertura cloacale dalla base della coda è maggiore nel maschio. L'angolo formato dagli scuti anali del piastrone è molto maggiore nel maschio; l'altezza degli stessi scuti è però maggiore nella femmina. Lo scuto sopracaudale del maschio è curvo verso il basso, nella femmina è allineato con il resto del carapace. Le femmine sono di taglia maggiore rispetto ai maschi.

## Sensi
Le testuggini hanno una vista eccellente: sanno distinguere forme, colori e riconoscono anche persone. Hanno un senso dell'orientamento molto preciso: se vengono spostate qualche centinaio di metri dal territorio al quale sono molto legate ci ritorneranno in breve tempo. Sono molto sensibili alle vibrazioni del suolo anche se non hanno un udito sviluppato. L'odorato invece è ben sviluppato ed ha un ruolo importante nel riconoscimento del cibo e dei sessi

## Eco-etologia

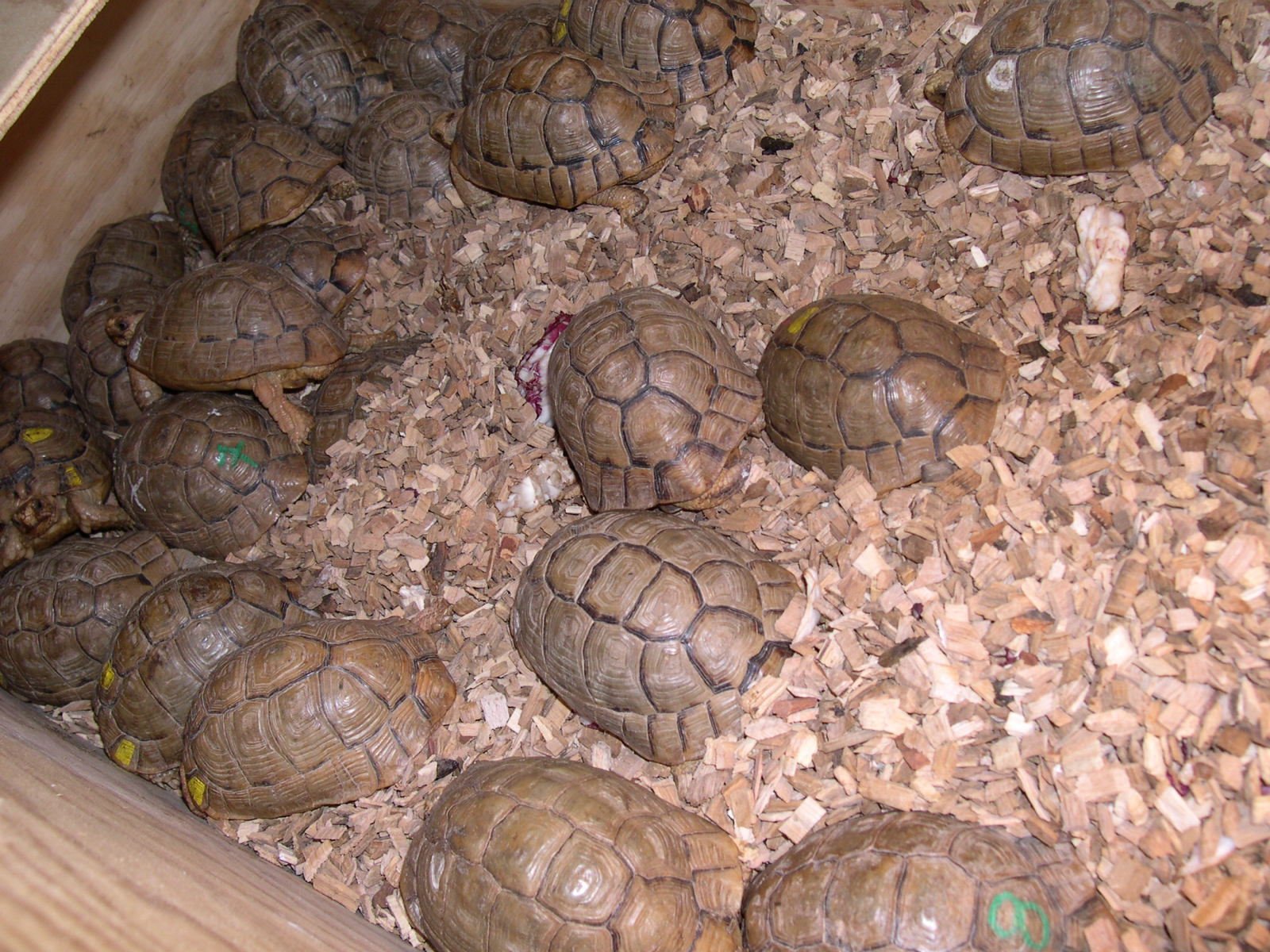
Testudo werneri (esemplari importati clandestinamente e sequestrati dal Corpo Forestale dello Stato)

### Attività
Per sfuggire al caldo torrido diurno e alle basse temperature notturne del deserto, le tartarughe del Negev si rifugiano in cavità o in tane scavate da altri animali. In queste tane il tasso di umidità è molto elevato e la temperatura costante. In cattività si riproducono queste condizioni utilizzando dei cilindri di terracotta inumiditi costantemente con delle spugne.
Il risveglio avviene al mattino presto. All'uscita dalle tane, dopo essersi dissetate con la rugiada ed essersi crogiolate al sole mattutino, vanno alla rapida ricerca del cibo. Nelle ore più calde della giornata rimangono inattive, seminterrate all'ombra di cespugli.

### Estivazione
L'estivazione è una strategia di sopravvivenza adottata per superare periodi di grande caldo e arsura estiva, avviene occupano tane di piccoli mammiferi e ha la stessa valenza metabolica del letargo per le testudo delle zone temperate.
La fine dell'estivazione avviene con il calare delle temperature estive.

### Accoppiamento
Il corteggiamento da parte del maschio inizia con un rituale che prevede inseguimenti, morsi e colpi di carapace alla femmina.
Il maschio monta sul dorso della femmina per la copula che avviene con l'estroflessione del pene contenuto nella grossa coda e in questa occasione emette l'unico verso udibile di questi rettili per il resto muti.
La femmina può arrivare fino a 4 anni di anfigonia ritardata, conservando lo sperma in un apposito organo, la spermateca, all'interno dell'ovidutto.

### Riproduzione
Le Testudo sono ovipare. Dalla fine di novembre ai primi di maggio le femmine depongono le uova in buche scavate nel terreno con le zampe posteriori.
In relazione all'età e alla taglia dell'esemplare si possono avere anche sei deposizioni con più di 13 uova prodotte. Il tempo di incubazione, 2 o 3 mesi circa, e il sesso sono in relazione con la temperatura. Con temperatura di incubazione inferiore ai 32 °C si avrà una preponderanza di esemplari maschi, con temperatura superiore ai 32,5 °C in maggioranza femmine.
Giunto il momento della schiusa, il tartarughino per rompere il guscio si avvale del cosiddetto "dente dell'uovo", un tubercolo corneo posto tra le narici e la mascella superiore destinato a sparire in pochi giorni. La fuoriuscita dall'uovo dura anche 48 ore e in questo arco di tempo viene assorbito totalmente il sacco vitellino.

### Alimentazione
Sono rettili prettamente vegetariani, solo raramente mangiano artropodi
e non disdegnano piccole carogne o escrementi.
L'habitat è caratterizzato da lunghi periodi di scarsa piovosità e un raro apporto proteico in regime di scarsa alimentazione prevalentemente composta da fibre non arreca dammi.
L'integrazione idrica avviene prevalentemente attraverso l'assunzione di piccole gocce di rugiada mattutina.

## Curiosità
Secondo un'antica credenza delle popolazioni beduine, il carapace delle testuggini legato sull'ingresso delle loro tende ha il potere di respingere i Jinn maligni.
Il guscio vuoto, per avere la sua valenza di amuleto, deve essere rinvenuto casualmente tra le sabbie del deserto e non provenire da un esemplare ucciso intenzionalmente.

## Legislazione
Inserita in RED LIST, come tutti i rettili del genere Testudo, la T. werneri è inclusa nella Convenzione di Washington, C.I.T.E.S. appendice II dal 01/07/75 e in allegato A (reg (CE) 1332/2005) della Comunità Europea, per cui è assolutamente vietato il prelievo in natura e regolamentato l'allevamento e il commercio degli esemplari in cattività. In Italia i compiti di sorveglianza e di gestione delle norme applicative delle convenzioni internazionali per la tutela delle specie animali sono di competenza del Corpo Forestale dello Stato.